# Couffy

Couffy este o comună în departamentul Loir-et-Cher, Franța. În 1 ianuarie 2022 avea o populație de 503 de locuitori.